# A beach full of shells
A beach full of shells is het vijftiende studioalbum van Al Stewart. Het was het derde album met muziekproducent Laurence Juber. Het als werd opgenomen in de Capitol B Studio en Sign of the Scorpio, beide in Californië.

## Musici
- Al Stewart – zang, akoestische gitaar, toetsinstrumenten
- Laurence Juber – gitaar, programmeerwerk, arrangementen, percussie
- Jim Cox – toetsinstrumenten
- Domenic Genova – basgitaar
- Michael Jochum – slagwerk, percussie
- Steve Forman – percussie
- Novi Novog – altviool
- Dave Nachmanoff – akoestisch gitaar
- Robert Kimsee, Steve Lively – achtergrondzang
- strijkkwartet bestaande uit Eric Gorfain, Daphne Chen (viool), Leah Katz (altviool), Richard Dodd (cello)

## Muziek
| Nr. | Titel | Duur |
| --- | --- | ---- |
| 1.  | The Immelmann turn (over Immelmanmanoeuvre) | 4:39 |
| 2.  | Mr. Lear (over dichter Edward Lear) | 3:00 |
| 3.  | Royal courtship (over indirecte hofmakerij) | 4:10 |
| 4.  | Rain barrel (over vlucht in een ambassade in een vreemd land)                                                                                                | 4:00 |
| 5.  | Somewhere in England, 1915 (dagdromen over film Brief Encounter, dichters Wilfred Owen, Siegfried Sassoon en afscheid van frontsoldaten Eerste Wereldoorlog) | 6:56 |
| 6.  | Katherine of Oregon (over de oude dag; dagdromen over Catharina van Aragon en Lonnie Donegan)                                                                | 3:07 |
| 7.  | Mona Lisa talking (over schilderij Mona Lisa) | 4:26 |
| 8.  | Class of ’58 (short version) (verwijzing naar het schooljaar 1958, rock and roll zou het nooit lang uithouden)                                               | 4:10 |
| 9.  | Out in the snow (over een dolende ziel) | 2:51 |
| 10. | My Egyptian couch (dagdromen op een Egyptische bank over Suezkanaal etc.)                                                                                    | 2:18 |
| 11. | Gina in the Kings Road (over vergane glorie van een eens mooie vrouw)                                                                                        | 3:49 |
| 12. | Beacon Street | 2:20 |
| 13. | Anniversary (de verjaardag van een scheiding) | 2:53 |